# Mika Kaurismäki
Mika Juhani Kaurismäki (* 21. září 1955 Orimattila, Finsko) je finský filmový režisér a starší bratr Aki Kaurismäkiho.
V letech 1977-81 studoval vysokou filmovou školu v Mnichově (Hochschule für Fernsehen und Film). Společně se svým bratrem Akim Kaurismäkim založil Filmový festival Midnight Sun a producentskou firmu Villealfa (pojmenovanou po filmu Alphaville od Jeana-Luca Godarda). Od začátku 90. let žije v Brazílii a jeho filmová tvorba se přeorientovala na brazilskou tematiku. Filmuje v různých jazycích nejčastěji v angličtině, finštině a portugalštině.

## Filmografie
- 2005 Brasileirinho
- 2004 Bem-Vindo a São Paulo
- 2003 Honey Baby
- 2002 Moro No Brasil
- 2000 Highway Society (dokumentární film)
- 1998 L.A. Without a Map
- 1996 Danske piger viser alt
- 1996 Condition Red
- 1996 Sambolico
- 1994 Tigrero: A Film That Was Never Made
- 1993 The last border
- 1991 Zombie ja Kummitusjuna
- 1990 Amazon
- 1989 Paperitähti
- 1989 Cha Cha Cha
- 1988 Yötyö (TV film)
- 1987 Helsinki Napoli - All Night Long
- 1985 Rosso
- 1984 Klaani - tarina Sammakoitten suvusta
- 1982 Arvottomat
- 1982 Jackpot 2 (krátký film)
- 1981 Saimaa-ilmiö (spolurežírován s Aki Kaurismäkim)
- 1981 Valehtelija